# 立牛川
立牛川（たつうしがわ）は、北海道オホーツク総合振興局管内の紋別市南部の北見富士に源を発し、紋別市上渚滑町下立牛で渚滑川に合流する一級河川である。川の名は、アイヌ語の「タッ・ウシ」（シラカバの木が生える）に由来。

## 地理
北海道紋別市南部、遠軽町及び滝上町境にそびえる北見富士付近が水源。概ね北に流れる。紋別市上渚滑町中立牛で上古丹川を合流し、立牛岳（標高630m）の西を流れる。紋別市上渚滑町下立牛で渚滑川に合流する。

## 流域の自治体
北海道
紋別市

## 主な支流
- 上古丹川